# Cryptista
Embranchement
Les Cryptista sont un embranchement d'eucaryotes unicellulaires du sous-règne des Hacrobia dans le règne des Chromista.

## Liste des classes
Selon AlgaeBase (24 août 2022) :
- Cryptophyceae F.E.Fritsch, 1927
- Goniomonadea Cavalier-Smith, 1993

## Systématique
Le nom correct complet (avec auteur) de ce taxon est Cryptista Cavalier-Smith, 1989.
Le taxon Cryptista a pour synonyme Cryptophyta Pascher, 1914,.